# 岸田恵美里
岸田 恵美里（きしだ えみり、1981年2月20日 - ）は、日本の元モデル。
東京都出身。身長163cm。B：82、W：58H、：85、S：24cm。血液型A型。趣味はネイルアート、走ること。特技はサロンシャンプー、お菓子作り。ヒラタオフィスに所属していた。2010年頃に結婚を機に引退。

## 出演

### テレビドラマ
- 麻雀界二人三脚伝説 打姫オバカミーコ（2006年、MONDO21）- 広尾瀬名 役

### CM
- インディーグループ（2003年 - 2004年）
- NEC FOMA（2003年 - 2004年）
- 花王 ロリエ（2004年）
- 日清食品 U.F.O.（2004年）
- ほのぼのレイク（2004年 - 2005年）
- ANA Door to ANA（2005年）
- ほっかほっか亭 とり天ぷら弁当（2005年）
- ANA（2005年 - 2006年）
- キリンビール のどごし生（2005年）
- 東京ディズニーシー リズムオブワールド（2006年）
- WOWOW（2006年）
- 横浜・八景島シーパラダイス（2006年）
- ENEOS（2008年） セルフSSはじめて篇、イチローと"共演"
- 大正製薬 パブロン鼻炎カプセルS 書道編（2009年）
- アメリカンホームダイレクト自動車保険（2009年）
- 京セラミタ（2009年）

### ネット配信

#### ドラマ
- 京セラミタ OLサチコの受難な日々（2007年）富田サチコ 役

## 書籍

### 雑誌
- ゼクシィ（リクルート）
- JJ（光文社）
- るるぶジャパン（JTBパブリッシング）
- mina（主婦の友社）
- ar（主婦と生活社）
- non-no（集英社）
- RyuRyu（ベルーナ）
- Fascino